# Mariä-Entschlafens-Kirche (Krakau)

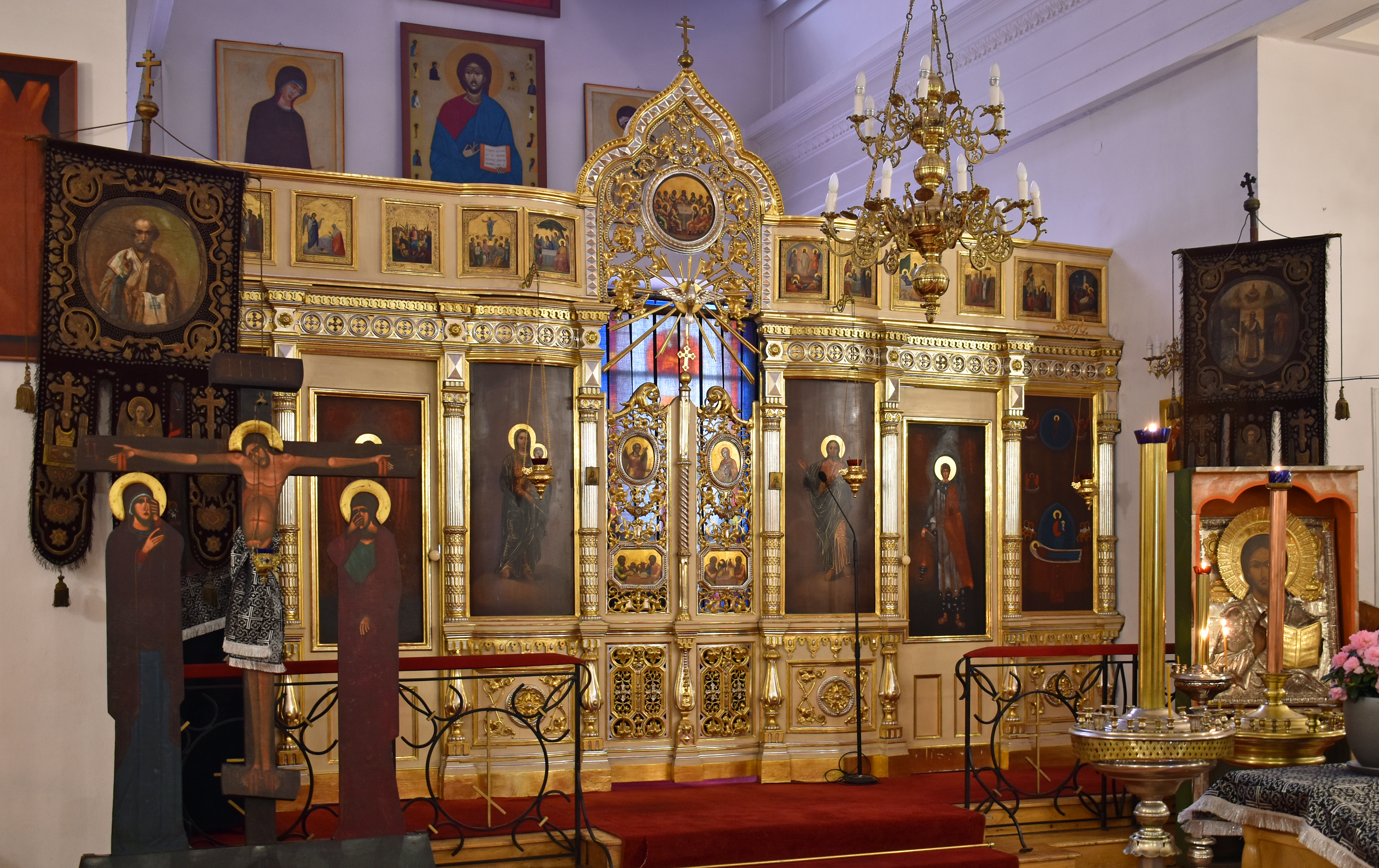
Innenraum

Die orthodoxe Mariä-Entschlafens-Kirche (polnisch Cerkiew Zaśnięcia Najświętszej Maryi Panny) in Krakau ist eine Kirche an der ul. Szpitalna 24, im nördlichen Teil der Krakauer Altstadt.

## Geschichte
Die Kirche befindet sich in einem barocken Bürgerhaus, dem sogenannten Jordanowski-Haus. Das Gebäude wurde 1900 von Selig Hirsch Steif der jüdischen Gemeinde in Krakau als Synagoge übergeben. Seither befand sich hier die Ahawat-Raim-Synagoge. Die Synagoge wurde 1940 von den deutschen Besatzern zerstört und das Gebäude der orthodoxen Gemeinde in Krakau übergeben. Seither befindet sich die Mariä-Entschlafens-Kirche in den Räumlichkeiten des Jordanowski-Hauses.